# Sextus Empiricus

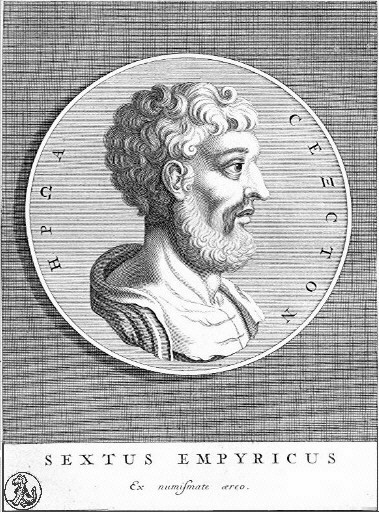
Sextus Empiricus

Sextus Empiricus (în greacă, Σέξτος Ἐμπειρικός, Sextos Empeirikós) a fost filozof, astronom și medic grec, reprezentant al scepticismului târziu, care a trăit în jurul anului 200 d.Hr.

## Biografie
Nu se cunosc prea multe amănunte legate de viața sa. Conform unor relatări de-ale lui Diogene Laerțiu, se pare că Sextus Empiricus ar fi trăit la Alexandria, Atena și Roma.
Numele Empiricus arată faptul că aparținea școlii medicale a empiricilor.

## Activitate

### Scrieri
Ne-au rămas trei lucrări:
- Πυρρωνείαι ὑποτυπώσεις (Pyrrhoneíai hypotypôseis), despre scepticismul pyrrhonian;
- Πρὸς μαθηματικούς (Pros mathematikús), "Împotriva matematicienilor";
- Πρὸς δογματικούς (Pros dogmatikús), "Împotriva filozofilor".